# Paweł Suzin

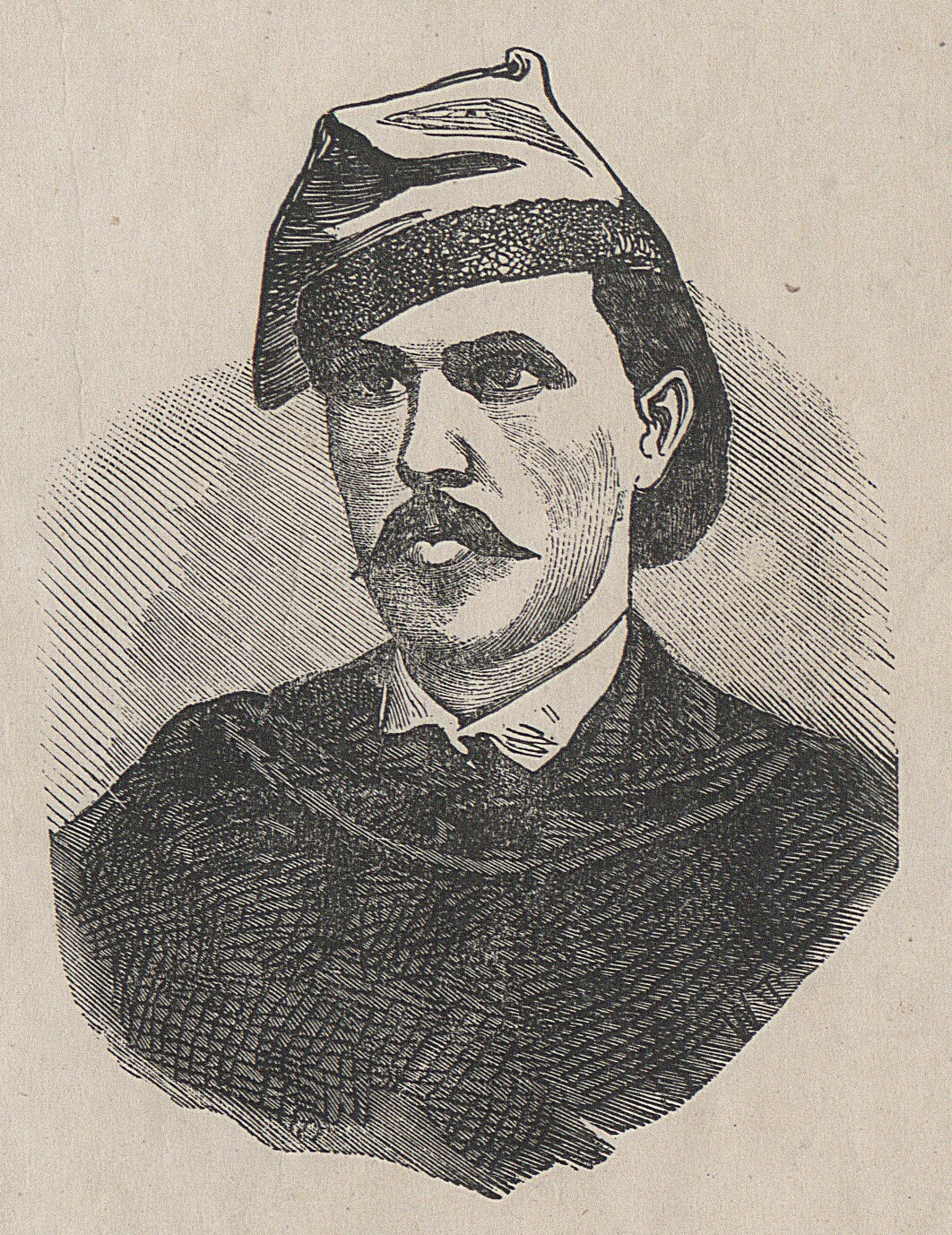

Paweł Michał Suzin herbu Pirzchała (Roch III) (ur. 1837 lub 1839 w Orenburgu, zm. 29 czerwca 1863 w Staciszkach) – powstaniec styczniowy, dowódca oddziału.

## Życiorys

### 1837/39–1862
Urodził się w 1837 lub 1839 w Orenburgu na Uralu w rodzinie zesłanego powstańca listopadowego Kajetana Suzina herbu Pierzchała (Roch III) (ok.1810–1849) i Rosjanki, księżnej Marii z domu Dołgorukow. Osierocony w dzieciństwie wychowywał się w domu gubernatora i został wysłany na edukację do szkoły dla kadetów. Rusyfikacja wykorzeniła w nim poczucie polskości, nie znał języka ojczystego. Po ukończeniu szkoły kadetów wstąpił do armii rosyjskiej, w 1859 przeniesiono go na Litwę. Tam zetknął się z ludźmi pamiętającymi ojca, co odmieniło podejście młodego człowieka do swojego pochodzenia. Był członkiem konspiracji w Armii Imperium Rosyjskiego, poprzedzającej wybuch powstania styczniowego.
W 1861 uczestniczył w manifestacjach patriotycznych w Kownie, za co groziło mu aresztowanie. Ukrywał się pół roku, a następnie zbiegł do Francji. W styczniu 1862 przeniósł się do Włoch gdzie wykładał w szkole wojskowej, ale wkrótce powrócił do Paryża. Pracował w fabryce lokomotyw, gdzie zajmował się kreślarstwem.

### Powstanie styczniowe (1863)
Po wybuchu powstania styczniowego przedostał się do wschodnich Prus i uczestniczył w przygotowaniach do wyprawy na Mazowsze Płockie, nie brał w niej udziału ponieważ w lutym 1863 został aresztowany i uwięziony w Brodnicy. Po dwóch miesiącach zwolniono go z aresztu i udał się w okolice Augustowa, gdzie objął dowództwo nad oddziałem stworzonym z chłopów z powiatu mariampolskiego. Poprowadził on uzbrojonych powstańców na Litwę Środkową, gdzie połączyli się z oddziałem dowodzonym przez Karola Kamińskiego. Pierwsza potyczka z Rosjanami miała miejsce 22 maja 1863 pod Poszławantami, druga dzień później pod Balwierzyszkami. Następnie oddział skierował się ku Sejnom, gdzie połączył się z oddziałem dowodzonym przez Wiktora Hłaskę i Władysława Brandta. Paweł Suzin planował użyć oddziału do opanowania linii kolejowej i telegraficznej pod Wierzbołowem, aby ochraniać przemyt broni ze wschodnich Prus. Rosjanie zaniepokojeni obecnością tak dużego zgromadzenia litewskiego chłopstwa wysłali liczne wojsko, Suzin w tym czasie wraz z powstańcami przemaszerował w okolice Łoździej i Kamiennej Góry. Starcie z wojskami rosyjskimi nastąpiło 21 czerwca w okolicy Staciszek. Oddział powstańczy przegrał tę bitwę i został rozbity, a Paweł Suzin poległ. Spoczywa w Serejach.
Jego adiutantem był Edward Budzyński, dziadek Gustawa Budzyńskiego (ur. 1921) – akustyka, powstańca warszawskiego i kawalera VM.

## Życie prywatne
7 czerwca 1862 w Paryżu ożenił się z Emilią z Kałużyńskich (1838–1898), córką emigranta polistopadowego. Mieli syna, który młodo zmarł (1863–1876).